# Kaple svaté Anny (Horní Údolí)
Kaple svaté Anny, která se nachází v Horním Údolí, náležejícím ke Zlatým Horám, bývala v minulosti významnou svatyní pro věřící horníky. Horní Údolí bývalo jedním z míst, odkud poutníci vycházeli k poutnímu místu Panny Marie Pomocné (Maria Hilf), vzdálenému asi 6 km.
V roce 1996 se propadla střecha, krov a strop nad lodí kaple, v roce 2009 následoval propad větší části klenby nad presbytářem. Počátkem 21. století tak zbývala z této velké kaple, označované též jako kostel a zasvěcené svaté Anně, jen zřícenina.
V roce 2016 zahájil spolek "Horní a Dolní Údolí" opravu kaple. Dostala novou střechu, která je v horní části pokrytá skleněnými deskami (objekt má částečně prosklenou střechu podobně jako kostel Nenabevzetí Panny Marie v Neratově), V kapli by měla vzniknout stálá expozice výtvarníků a měly by se v ní odehrávat koncerty. V letech 2019–2020 má Ministerstvo zemědělství na opravu kaple uvolnit 200.000 korun.